# 远程桌面连接
远程桌面连接（英語：Remote Desktop Connection）是微软从Windows 2000 Server开始提供的组件，但是并不是默认安装的。在Windows XP和Windows Server 2003中，微软将此组件的启动方法进行了改革，只需要通过简单的设置就可以开启远程桌面连接功能。

## 功能
当某台联网的计算机开启了远程桌面连接功能后，就可以在网络的另一端控制这台计算机了，通过远程桌面功能就可以操作这台计算机，在上面安装软件，运行程序，所有的操作就像在自己的计算机上操作一样。通过该功能，网络管理员可以在家里轻松安全的控制单位的服务器。由于该组件是Windows系统内置的，所以比其他第三方远程控制软件更加方便灵活。

## 外部連結
- 使用远程桌面传输大文件 （页面存档备份，存于）